# Jasna poljana
Jasna poljana (bulgariska: Ясна поляна) är ett distrikt i Bulgarien.   Det ligger i kommunen Obsjtina Primorsko och regionen Burgas, i den östra delen av landet, 400 km öster om huvudstaden Sofia.
I omgivningarna runt Jasna poljana växer i huvudsak lövfällande lövskog. Runt Jasna poljana är det glesbefolkat, med 10 invånare per kvadratkilometer.